# Nannatherina balstoni
Nannatherina balstoni là một loài cá trông giống cá pecca trong họ Percichthyidae. Loài này chỉ được tìm thấy ở Úc.